# Hydnum rufescens
Hydne roussissant, Pied-de-mouton roux
Espèce
Statut de conservation UICN

 LC  : Préoccupation mineure
L'Hydne roussissant (Hydnum rufescens) est une espèce de champignons basidiomycètes de la famille des Hydnaceae. Comme tous les hydnes, il porte des aiguillons, plutôt que des lames ou des tubes. On l'a longtemps considéré comme une variété du Pied-de-mouton, dont il se distingue notamment par sa taille plus réduite et les couleurs rousses de son chapeau. Il est tout aussi comestible que ce dernier, mais pas aussi recherché car moins charnu et un peu plus amer. Alors qu'on le croyait plus largement réparti, c'est un champignon exclusivement européen, qui est surtout commun dans le Nord, sous les feuillus et les conifères.

## Dénominations et taxinomie

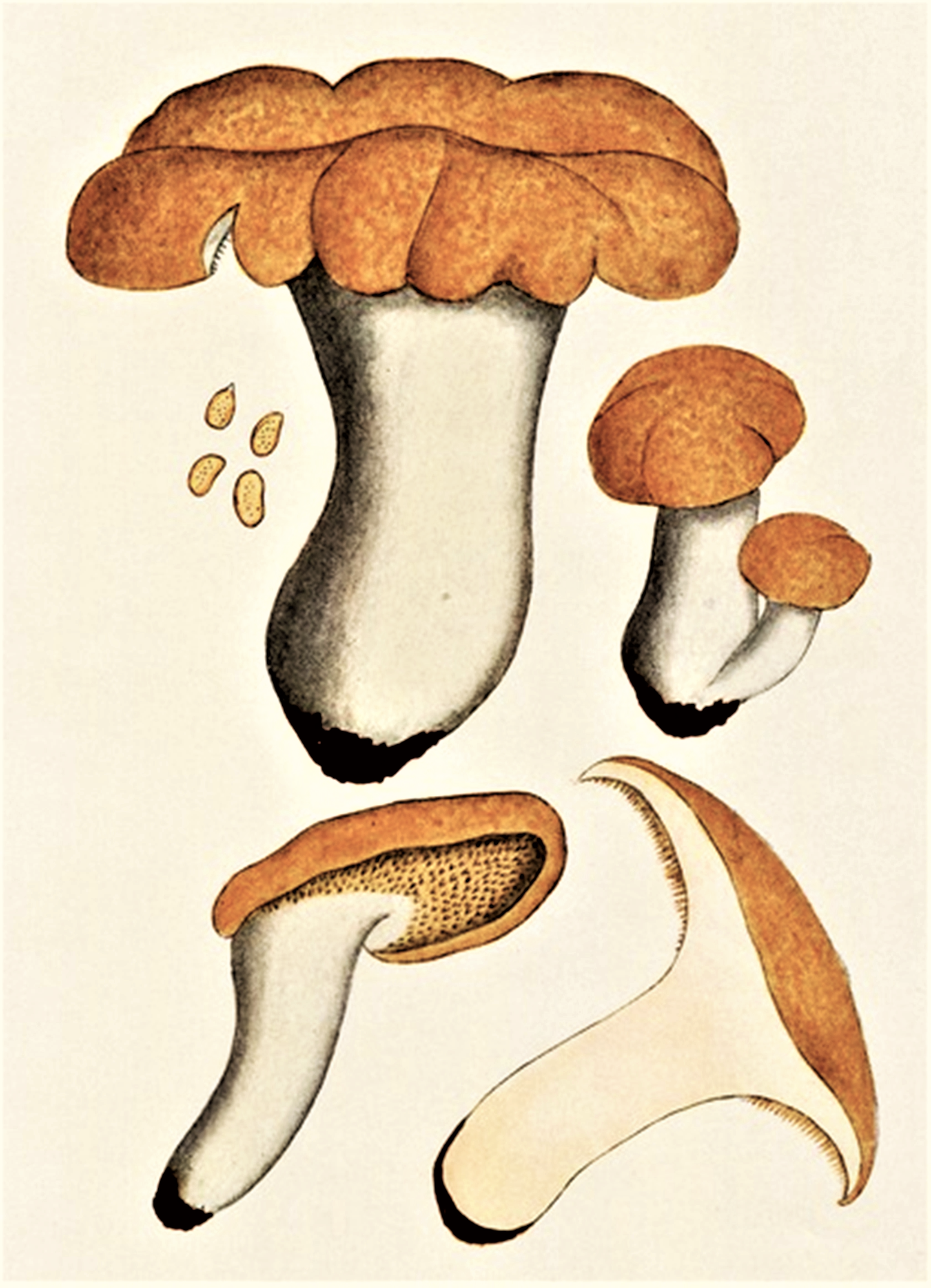
Illustration de 1932 par Giacomo Bresadola.

L'espèce a été décrite pour la première fois en 1799 par le mycologue sud-africain Christiaan Hendrik Persoon sous le nom Hydnum rufescens. En français, il est appelé « Hydne roussissant », qui est la traduction de son nom scientifique, ou « Pied-de-mouton roux », par analogie au Pied-de-mouton (Hydnum repandum), dont il a longtemps été considéré comme une simple variété.
Plusieurs études phylogénétiques ont récemment été conduites pour comprendre la diversité du genre Hydnum. Pendant près de 250 ans qui ont suivi sa création par Carl von Linné en 1753, seulement sept espèces ont été distinguées selon des critères morphologiques macro- et microscopiques. Parmi elles, Hydnum repandum et Hydnum rufescens ont longtemps été les seuls représentants européens. Mais depuis 2004, plusieurs nouvelles espèces ont été identifiées au sein de ce complexe, et il apparaît que leur diversité avait été fortement sous-estimée. Hydnum rufescens, auquel on attribuait une distribution holarctique, fait en réalite partie d'un clade éponyme qui comprend plusieurs espèces, dont l'américaine Hydnum umbilicatum, et au moins trois nouveaux taxons : Hydnum ellipsosporum (2004), Hydnum ovoideisporum (2012) et Hydnum magnorufescens (2013). 
En 2018, une révision globale du genre Hydnum reconnait 49 espèces au total, dont 22 nouvelles. Elle formalise aussi la création de quatre sous-genres, dont Rufescentia nommé à partir de Hydnum rufescens. Un épitype est également proposé pour cette dernière, à partir de matériel récolté en Finlande. L'espèce Hydnum rufescens sensu stricto est désormais considérée comme endémique au continent européen.

## Description

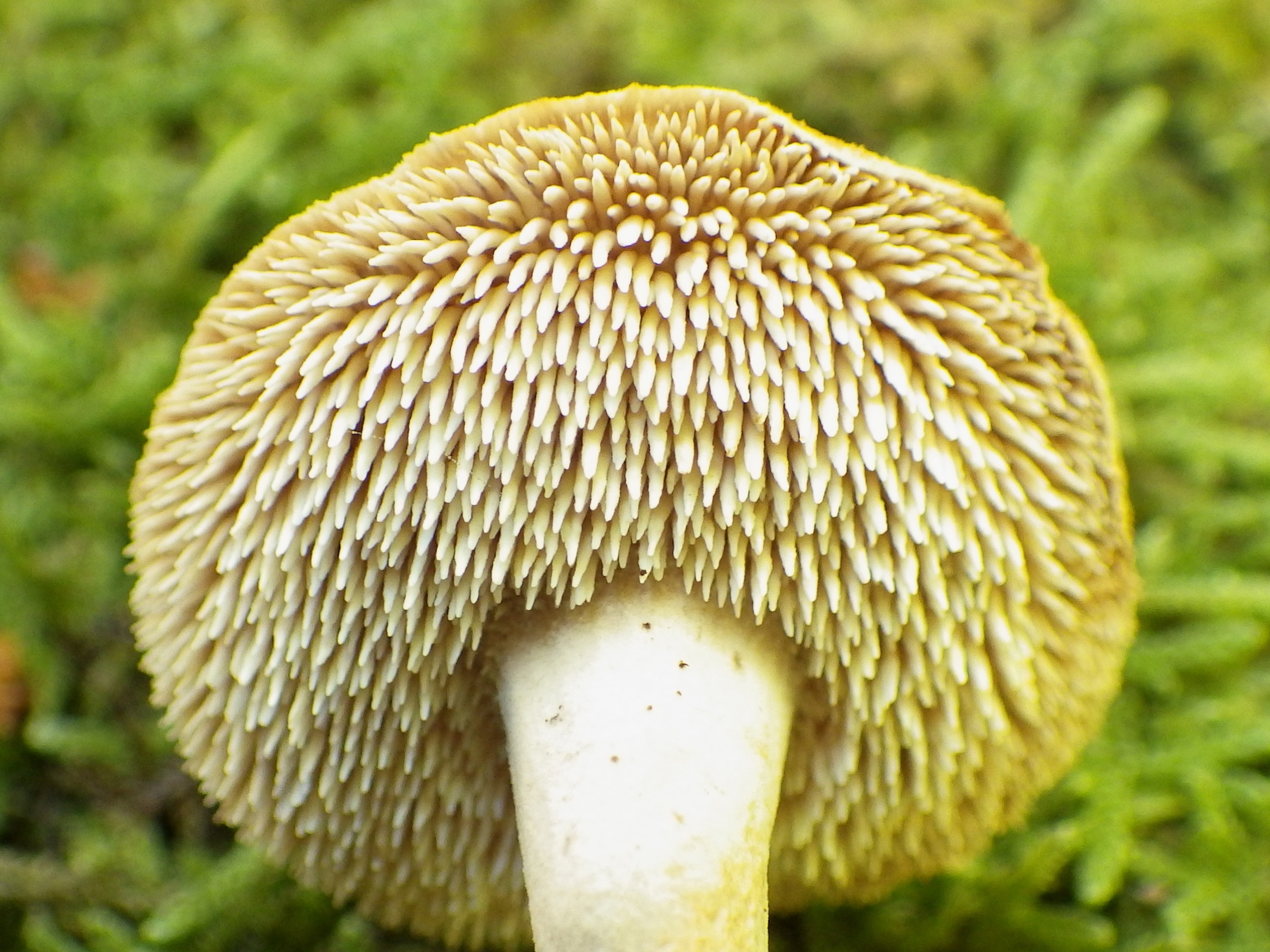
Plan rapproché sur les aiguillons, qui ne sont jamais décurrents.

Le chapeau, qui est d'abord convexe puis s'étale, est souvent circulaire et bosselé, parfois troué en son centre. Il est orangé à roux orangé, devenant plus pâle en séchant, avec parfois des zones concentriques. Sa surface est finement tomenteuse au début, puis glabre et opaque. La marge est flexueuse, lobée, un peu veloutée et souvent plus claire. Les aiguillons sont fins, mous et cassants. Ils sont adnés et de couleur crème avec des reflets orangés. Le stipe est souvent central, plein puis creux à la fin. Il est blanc ou rose carné pâle, et devient jaune foncé au toucher. La chair est blanche, ferme et très cassante. Son odeur est agréable et fruitée, et sa saveur douce ou plus ou moins amère. La sporée est blanche.

### Espèces proches
L'Hydne roussissant ressemble beaucoup au Pied-de-mouton (Hydnum repandum), mais il est plus petit et nettement moins robuste, et son pied étiré est bien plus grêle. Son chapeau a en outre une coloration plus foncée, et ses aiguillons ne sont pas décurrents. Il existe néanmoins des formes intermédiaires qui relient les deux espèces. L'Hydne ombiliqué (Hydnum umbilicatum (en)) a une couleur similaire, mais il est plus grand et son chapeau est nettement ombiliqué.
Il existe aussi d'autres champignons à aiguillons, dont certains sont couramment appelés hydnes : ceux des genres Phellodon (en), comme l'Hydne tomenteux (en), et Hydnellum, comme l'Hydne ferrugineux, ont une chair coriace parfaitement immangeable. Les Bankera (en) sont très proches, mais se distinguent par leur chair qui dégage une forte odeur épicée en vieillissant, semblable à celle du bouillon cube. Les espèces de Sarcodon, comme l'Hydne imbriqué, ont quant à elles un chapeau couvert de grosses écailles dressées.
Il est également possible de confondre certains spécimens avec des laccaires, mais ces derniers ont des lames à la place des aiguillons.

## Écologie et distribution

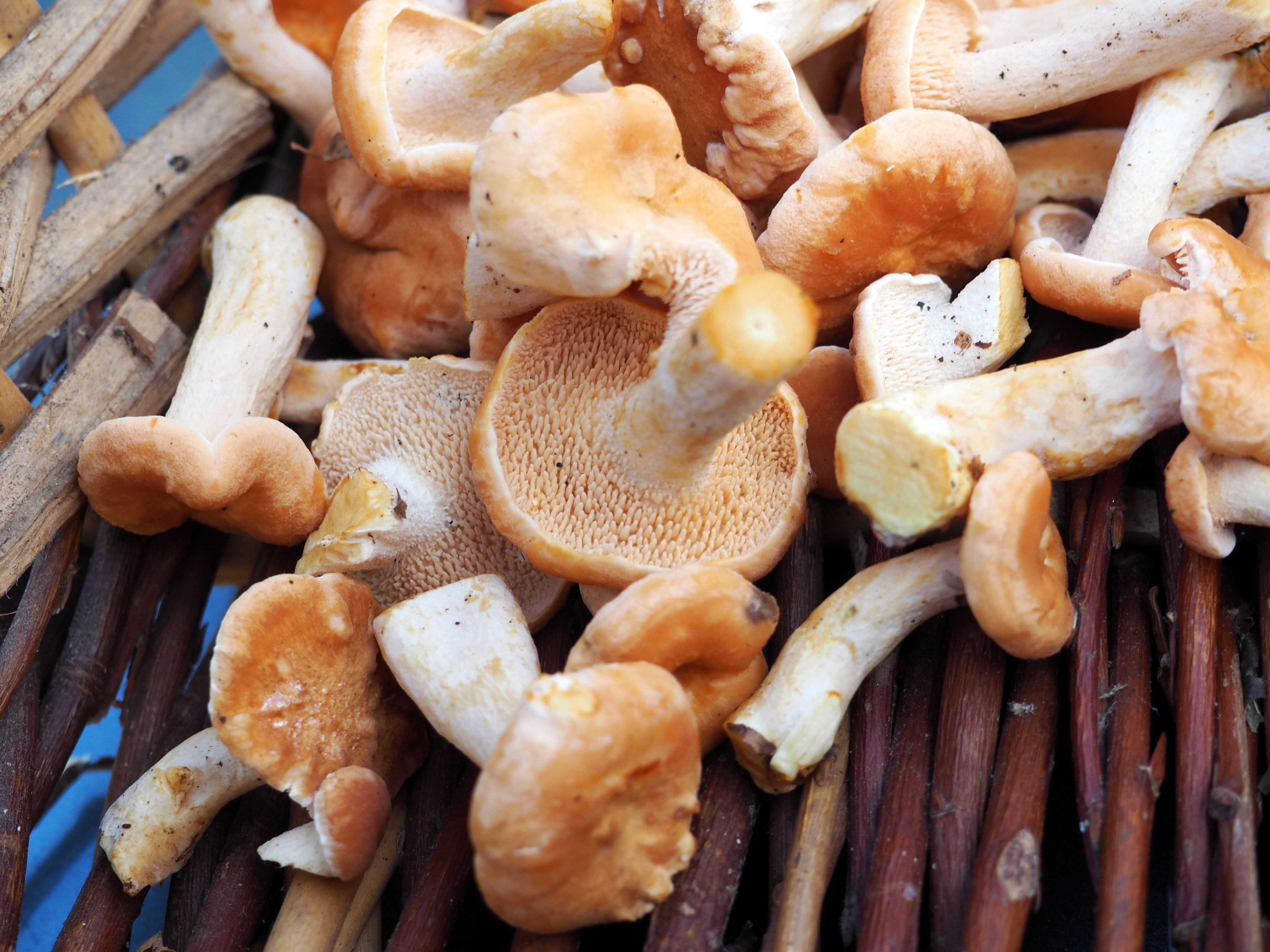
Hydnes roussissants récoltés dans la forêt de Brotonne, en Normandie.

C'est une espèce ectomycorhizienne, qui pousse plutôt isolée dans les forêts de feuillus ou de conifères, parfois dans les sphaignes. Elle forme parfois des ronds de sorcière dont le diamètre peut atteindre 10 m, et qui sont donc d'un âge considérable. Le champignon fructifie de juillet à octobre.
L'Hydne roussissant est commun et largement distribué en Europe, surtout dans les régions tempérées et boréales du nord du continent. On l'a enregistré de l'Islande au Portugal, jusqu'en Turquie et dans l'Oural.

## Comestibilité
C'est un champignon comestible, bien que moins estimé que le Pied-de-mouton. Aucun cas d'intoxication n'a été rapporté après sa consommation, et aucun constituant toxique n'a été identifié dans sa chair. Il est cependant probable qu'il contienne les mêmes composés bioactifs in vitro que l'espèce proche Hydnum repandum : un diépoxyde acétylénique, le repandiol, et deux diterpènes, la sarcodonine et la scabronine.